# Porsangerfjorden

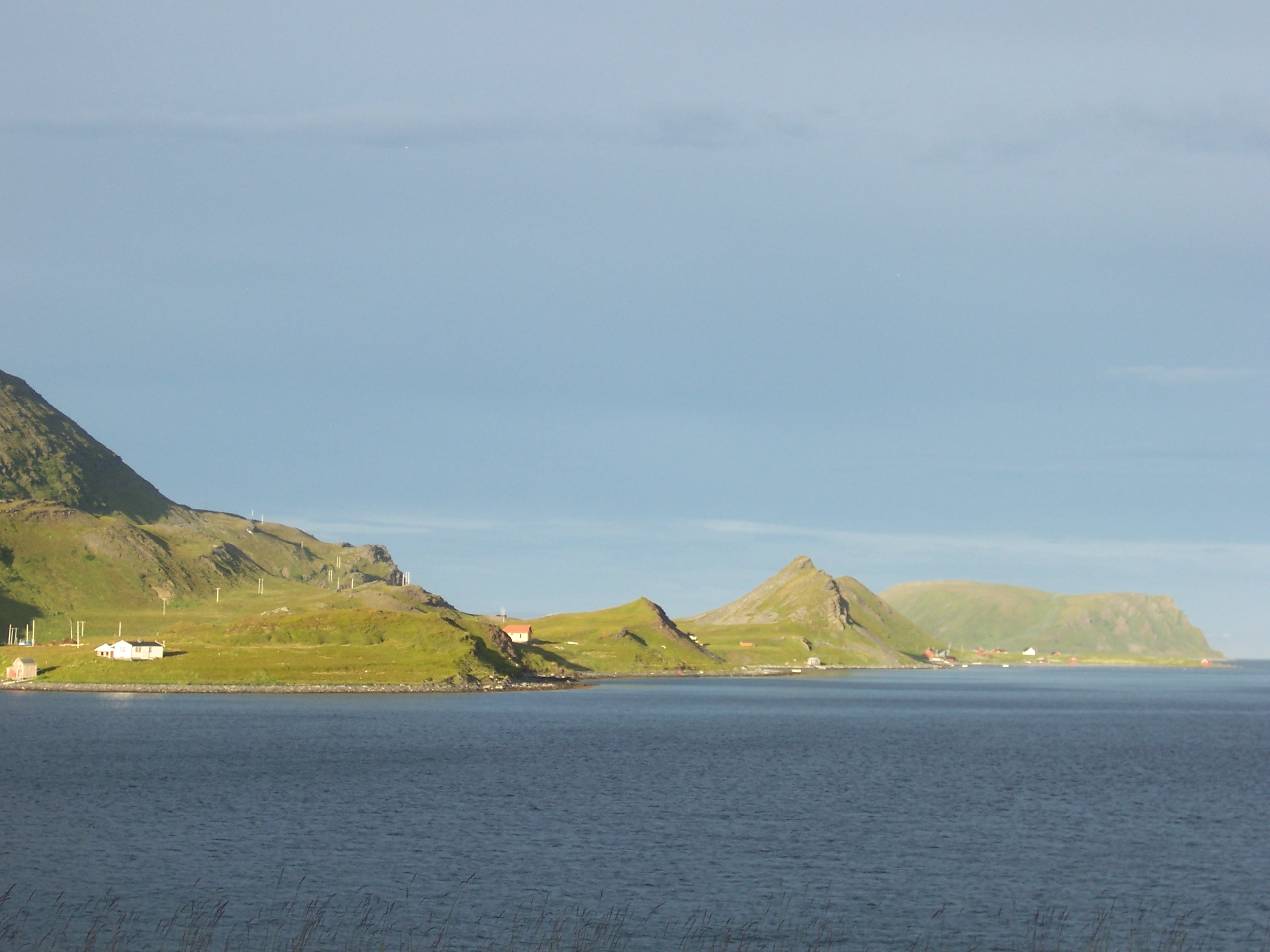
Västra sidan av Porsangerfjorden

Porsangerfjorden, (kvänska: Porsanginvuono, samiska: Porsáŋgguvuotna), är 123 kilometer lång och Norges fjärde längsta fjord i Nordkapps och Porsangers kommuner. Den går från Sværholtklubben i norr till Brennelv längst in.
Innerst i fjorden delas den av en halvö i fjordarna Vesterbotn, med sidofjorden Brennelvfjorden och Østerbotn. I inre delen består berggrunden av Porsangerdolomit som är ett över 200 meter tjockt lager av dolomit och stromatoliter
Orten Lakselv ligger vid botten av Porsangerfjorden och orten Børselv 37 kilometer nordöst därom. På västra sidan av fjorden finns Stabbursnes naturreservat samt småorten Kistrand med Kistrands kyrka, 57 kilometer norr om Lakselv. Närmare fjordens mynning i Norra Ishavet ligger fiskeläget Repvåg.
Stränderna vid Porsangerfjorden är ett av de områden i Finnmark, som har haft störst kvänsk befolkning.

## Bildgalleri

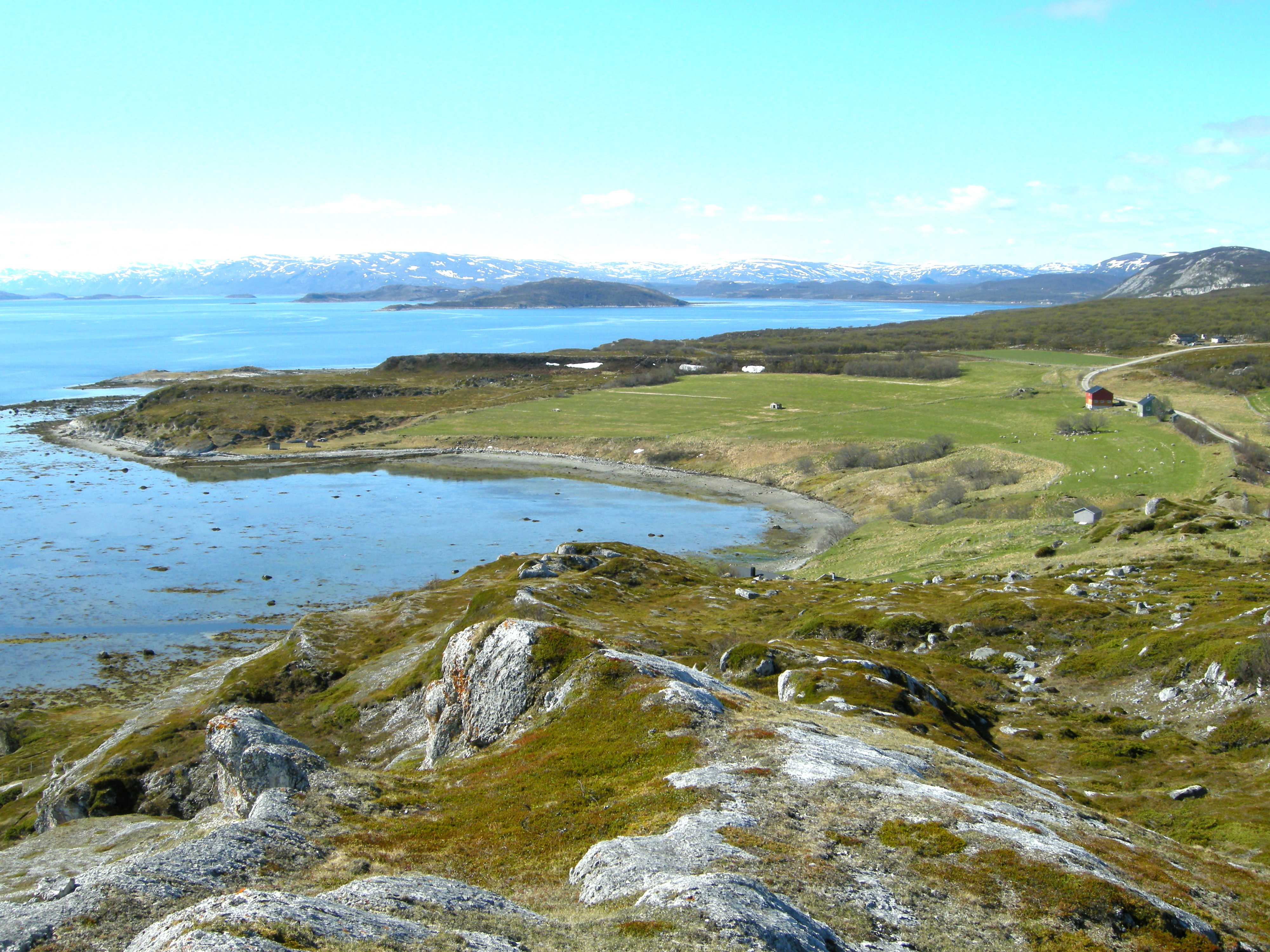
Bild tagen från dolomittbereget Aigirjávri söderut över bukten Orkkanluokta i Porsangerfjorden
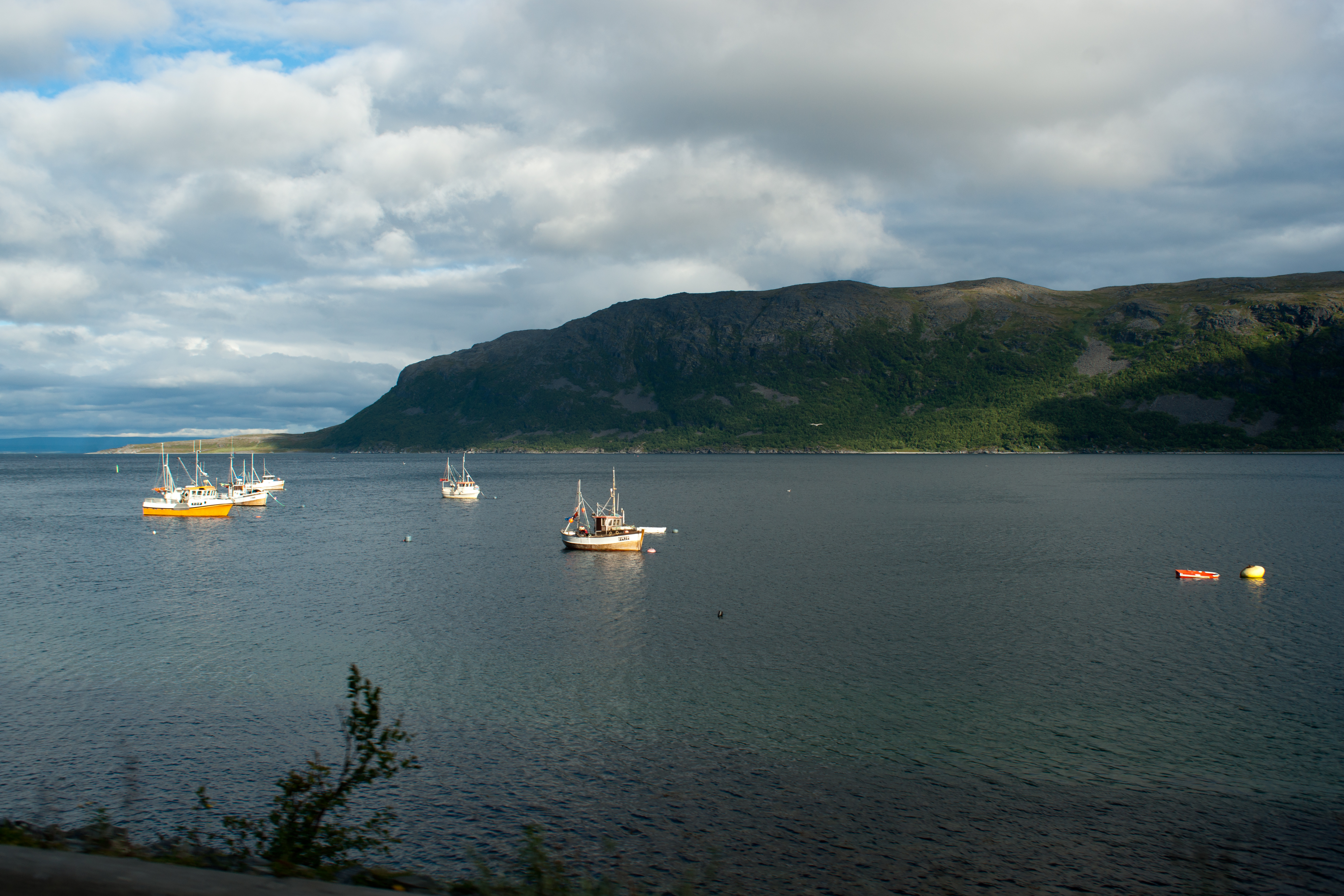
Vy nära Kistrand
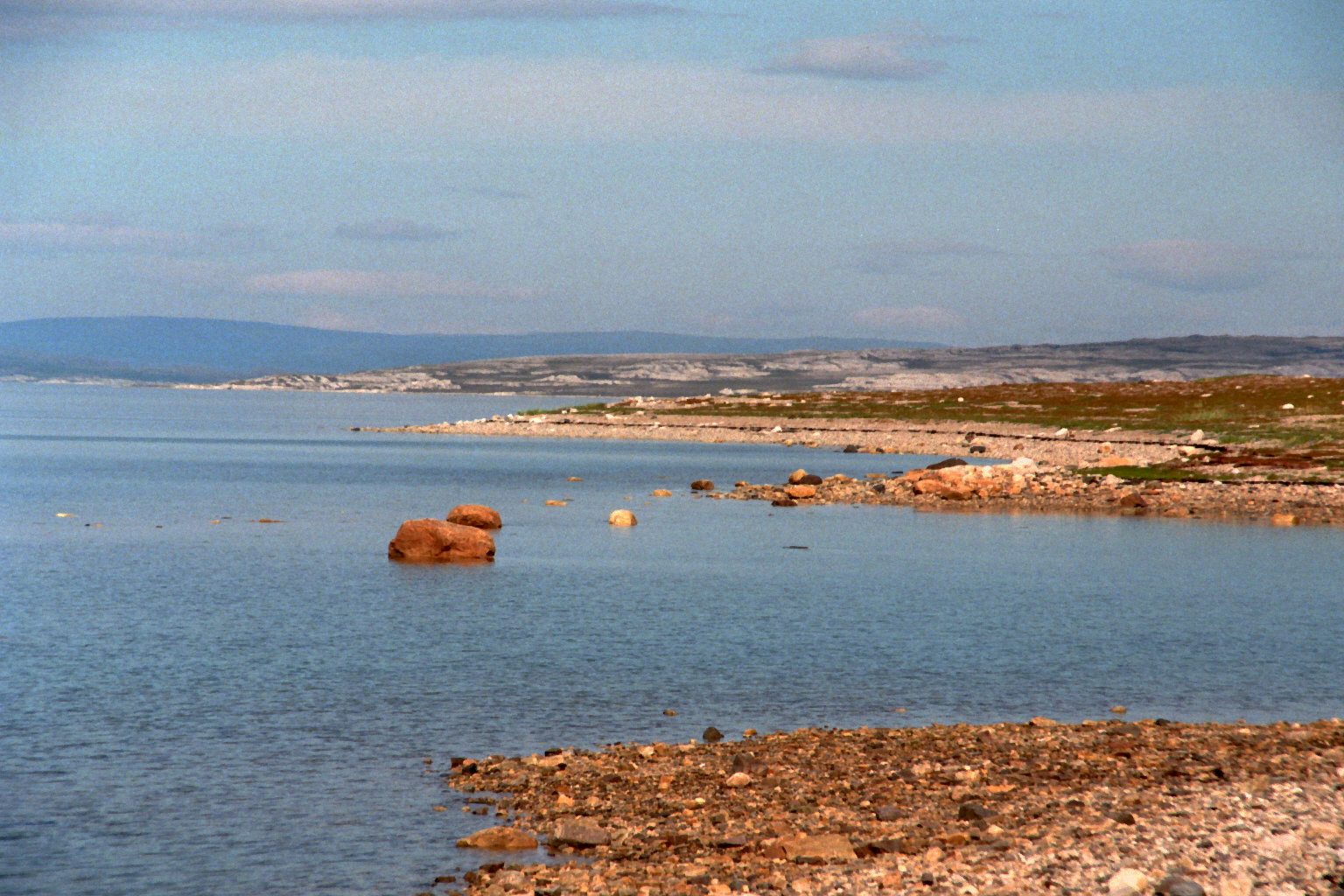
Kustlinjen
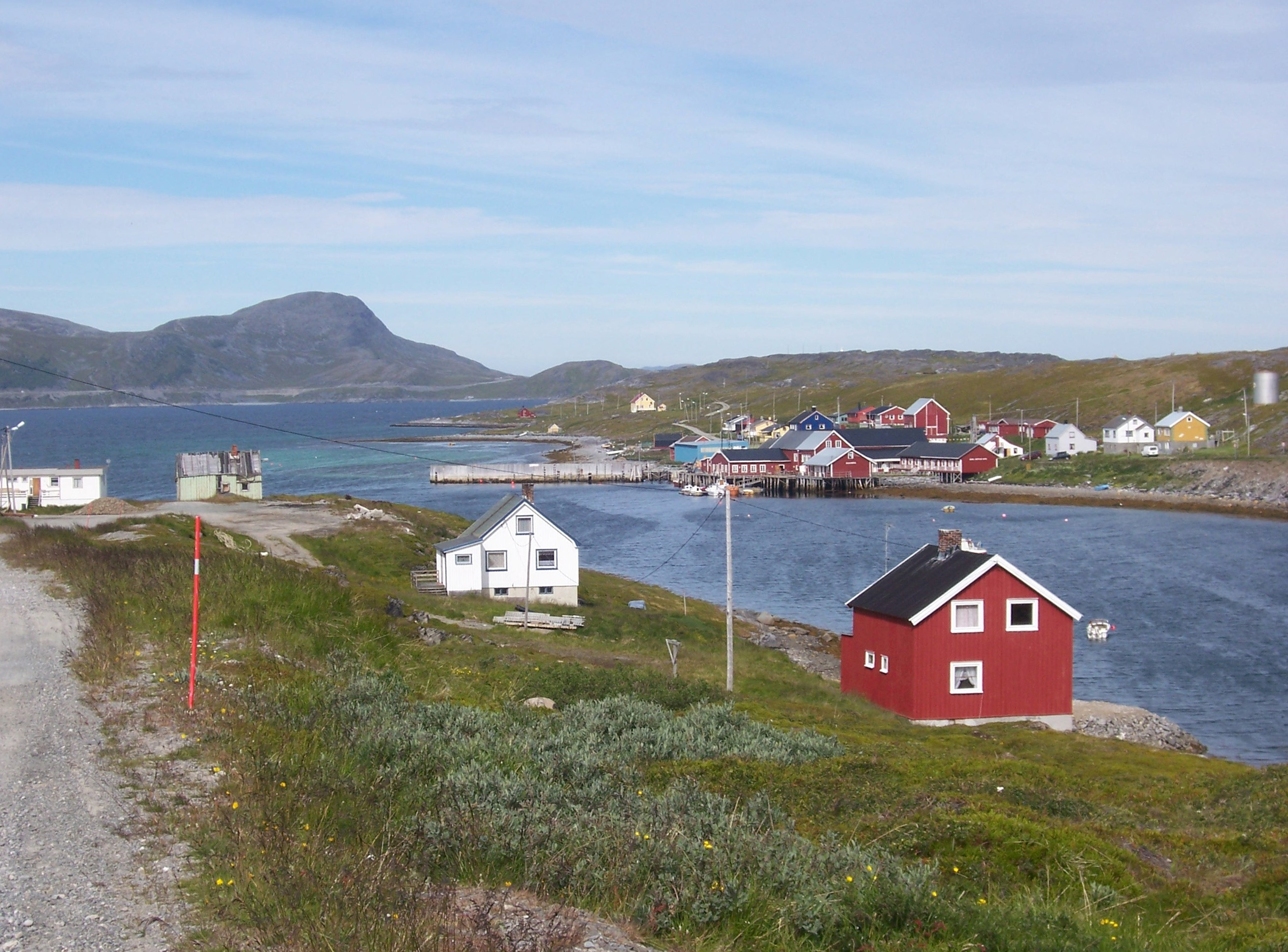
Fiskebyn Repvåg
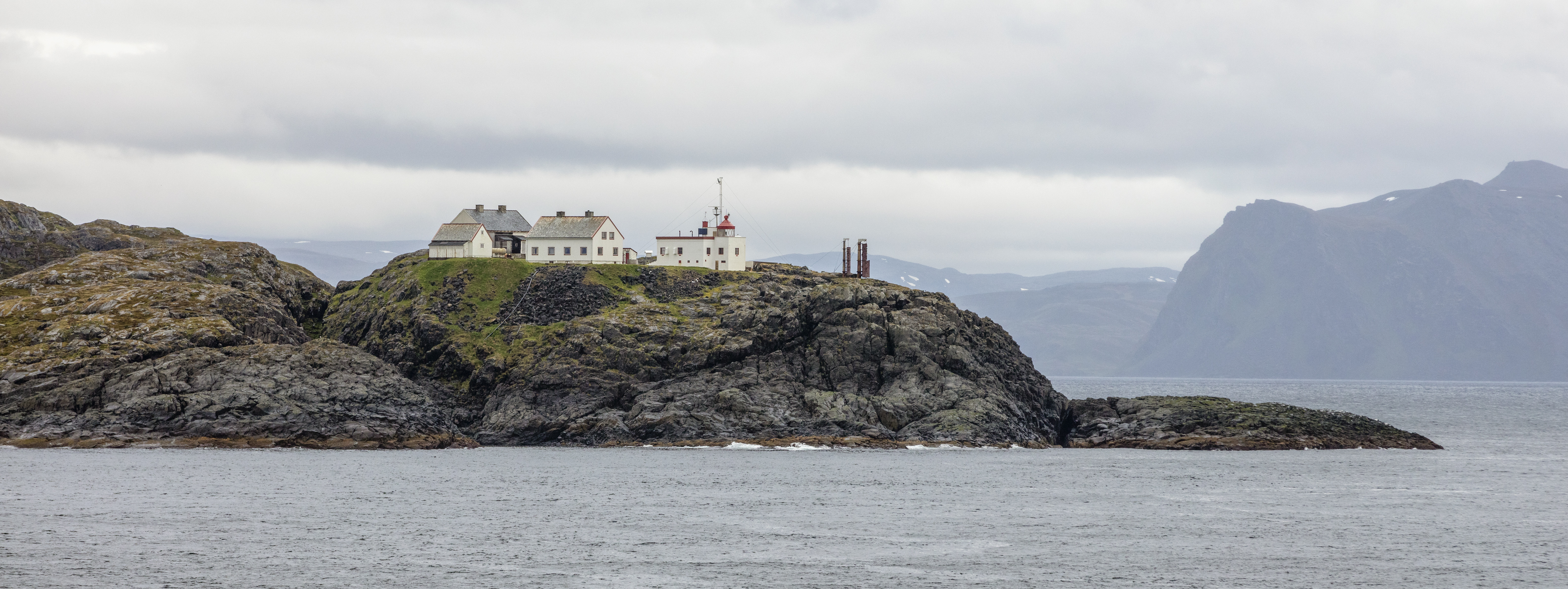
Helnes fyr, Magerøya